# Jaret Reddick
Jaret Ray Reddick (6 de Março de 1972, Denton, Texas) é um cantor, compositor, guitarrista e dublador americano. Ele é o atual vocalista e guitarrista da banda pop punk Bowling For Soup.

## Biografia
Jaret Ray Reddick nasceu em Denton, Texas. Ele é o mais novo de seis filhos; tem quatro irmãs e um irmão (que se chama Danny). Se formou na S.H. Rider High School, em Wichita Falls. No ensino médio, ele tocava a tarola na banda da escola. Jaret é formado em administração de empresas e psicologia na Universidade Estadual do Centro-Oeste, em Wichita Falls. Jaret adora jogos, o que é a inspiração para a tatuagem em seu braço direito, de um cubo mágico. A mais recente tatuagem é a do Mr. Potato Head.
Ele era dono de uma loja de brinquedos e trabalhou no setor imobiliário durante a tentativa de levantar sua carreira musical. Ele é casado e tem dois filhos, Emma e Jack, e reside em uma pequena comunidade de Denton, Texas.

## Carreira
Jaret Reddick formou a banda Bowling for Soup em 1994, em Wichita Falls, Texas. Ele é o vocalista e principal compositor da banda, além de tocar guitarra rítmica.
Além de suas contribuições para a banda Bowling for Soup, Jaret também interpreta Danny, como vocalista da banda fictícia 'Love Händel', no seriado Phineas e Ferb. Ele também escreve várias músicas para o seriado e fez um punhado de aparições, tanto como Danny, e uma vez interpretando ele mesmo.

## Filmografia
| Filme        | Filme                                      | Filme             | Filme |
| Ano          | Filme                                      | Papel             |       |
| ------------ | ------------------------------------------ | ----------------- | ----- |
| 2002         | Crossroads                                 | Ele mesmo         |       |
| 2005         | Cursed                                     | Ele mesmo         |       |
| 2011         | Phineas and Ferb: Across the 2nd Dimension | Danny             |       |
| Serie        |                                            |                   |       |
| Ano          | Título                                     | Papel             |       |
| 2003         | Never Mind the Buzzcocks                   | Ele mesmo         |       |
| 2005–present | Monstar Dad                                | Finn Belcher      |       |
| 2008–present | Phineas and Ferb                           | Danny / Ele mesmo |       |

## Ligações Externas
- Website oficial
- MySpace oficial